# Unión Deportiva Barbastro
La Unión Deportiva Barbastro és un club de futbol aragonès de la ciutat de Barbastre a la província d'Osca. Té aproximadament 1000 socis i un pressupost anual de 461.800 €. Va aconseguir dos ascensos a Segona Divisió B els anys 1989-90 i el 2006-07.

## Història
El club va ser fundat el 1934, però va desaparèixer a causa de la Guerra Civil espanyola, i fou posteriorment refundat el 1947.
Amb el temps es va convertir en un dels conjunts històrics de l'extinta Tercera Divisió d'Espanya, havent competit un total de 49 temporades en la mateixa, si bé en la temporada 1989-90 debutaria a la Segona Divisió B d'Espanya, i setze anys més tard, per a la temporada 2005-06 aconseguiria el seu segon ascens a Segona B. Desrpés que desaparegués l'antiga categoria de bronze, el conjunt del Somontano ascendiria a Segona Federació la temporada 2022-23, com a subcampió del grup aragonès de la Tercera Federació.
El derbi regional històricament sempre ha estat contra la Sociedad Deportiva Huesca, majoritàriament quan l'entitat d'Osca competia en divisions inferiors a l'actual. Igualment contra l'Atlético de Monzón ha existit la mateixa rivalitat o major, a causa de la proximitat, i perquè els derbis entre tots dos s'han disputat més habitualment.
A la Copa del Rei de la temporada 2023-2024 va assolir una de les millors fites de la seva història, quan, mentre militava a 2a Federació, va eliminar en trenta-dosens de final la UD Almeria, de primera divisió, (victòria per 1-0 el 6 de desembre de 2023). En la ronda següent, setzens de final, l'equip va ser eliminat pel FC Barcelona, (2-3, partit disputat el 7 de gener de 2024).
Novament, l'equip repetiria aquesta fita un any després, la temporada 2024-25, aconseguint arribar als setzens de final de la Copa del Rei 2024-25. Curiosament, en aquesta mateixa eliminatòria, l'equip va tornar a enfrontar-se al Futbol Club Barcelona, i va quedar eliminat el dia 4 de gener de 2025, després d'haver eliminat a les rondes prèvies, entre d'altres, l'RCD Espanyol de primera divisió, gràcies a un doblet a la segona part d'Andrés Barrera.

### Futbolistes destacats
- Sergio Barila
- Francisco Borrego
- Miguel Linares
- José Antonio Métola
- Eduardo Navarro

## Dades del club
- Temporades a Segona B: 2
- Temporades a Tercera Divisió: 34
- Millor classificació a la lliga: 20è (temporada 1989-90)
- Pitjor classificació a la lliga: 20è (temporada 1989-90)

## Palmarès
- Tercera Divisió (2): 1988/89, 2004/05